# Marukawichthys ambulator
Marukawichthys ambulator is een straalvinnige vissensoort uit de familie van ereunen (Ereuniidae). De wetenschappelijke naam van de soort is voor het eerst geldig gepubliceerd in 1931 door Sakamoto.